# Tiaan Kannemeyer
Tiaan Kannemeyer (nascido em 14 de dezembro de 1978) é um ex-ciclista sul-africano. Se tornou profissional em 2000 e permaneceu até o ano de 2010.
Participou na prova de estrada dos Jogos Olímpicos de Atenas 2004, mas não completou a corrida. Entre seus principais resultados destacam a vitória da primeira edição da UCI Africa Tour em 2005 e dois campeonatos nacionais, em estrada em 2002 e contrarrelógio em 2005.